# 李質 (明初)
李 質（り しつ、生年不詳 - 1380年）は、元末明初の官僚。字は文彬。本貫は徳慶府端渓県。

## 生涯
才知と策略にすぐれた。元末に何真の麾下にあり、兵を募って徳慶の乱民を平定したことから、隣州に軍事面で頼られるようになった。劉三吾・伯顔子中・孫蕡・張智ら嶺南に寓居した名士たちはみな李質を礼遇した。1368年（洪武元年）、李質は何真に従って明に降り、中書断事に任じられた。翌年、都督府断事に転じ、強力に司法を執行した。1372年（洪武5年）、刑部侍郎に抜擢され、刑部尚書に進み、刑徒の管理は公平寛仁であった。山東の飢饉に対して食糧を配給するため派遣され、洪武帝の御製の詩を餞別に贈られた。ほどなく浙江行省参政として出向し、在任すること3年、善政で知られた。洪武帝は李質の老齢に配慮して南京に召還した。宮中に入って便殿で洪武帝の謁見を受け、当代の政治について諮問されると、李質は直言して隠さなかった。靖江王右相に任じられた。1380年（洪武13年）、靖江王朱守謙が洪武帝に対する恨みをつづった詩を書いて廃位されると、李質はその罪に連座して処刑された。